# Cartouche (groupe)
Pour les articles homonymes, voir Cartouche.
Cartouche est un groupe belge de dance des années 1990. Le producteur et compositeur est Serge Ramaekers.

## Historique
Né le 17 avril 1966, Serge Ramaekers commence à s'intéresser à la musique très jeune. À six ans, il construit un orgue avec l'aide de son père et réalise qu'on pourrait faire plus avec un synthétiseur. Avec l'aide financière de ses parents et grands parents, il pourra développer un home studio. À l'âge de 16 ans, il commence sa carrière de DJ d'abord mobile puis dans des clubs comme Highstreet, Carre, Reflex... Progressivement, il s'oriente vers la composition et la production. Il produit pour des projets comme T-Spoon (avec Dominic Sas), puis Confetti's, Cartouche, Two Boys et bien d'autres... Cartouche sortira de l'ombre avec la deuxième version remixée de Feel The groove (la première était une version rap dont est fait le clip). Le titre Shame est composé par Luc Rigaux & Patrick Samoy (plus connus sous les noms The Unity Mixers). Le titre Running Up That Hill est une reprise de Kate Bush.

## Discographie

### Singles
- Octobre 1990 : Feel The Groove
- Aout1991 : Do Your Thing
- 1991 : Hold On
- 1991 : Let The Music Take Control
- 1993 : Shame
- 1994 : Feel The Groove Remix 1994
- 1994 : Touch The Sky
- 1996 : Miracles
- 1996 : Feel The Rain
- 1997 : Running Up That Hill

### Albums
- 1991 : House Music All Night Long